# إيلونا رودجرز
إيلونا رودجرز (بالإنجليزية: Ilona Rodgers)‏ هي ممثلة أسترالية، ولدت في 28 أبريل 1942 في هاروغيت في المملكة المتحدة.

## وصلات خارجية
- إيلونا رودجرز على موقع IMDb (الإنجليزية)
- إيلونا رودجرز على موقع أول موفي (الإنجليزية)
- إيلونا رودجرز على موقع قاعدة بيانات الفيلم (الإنجليزية)
- إيلونا رودجرز على موقع كينوبويسك (الروسية)